# بلد الوليد
بلد الوليد (بالإسبانية: Valladolid) هي مدينة تقع في وسط إسبانيا، هي عاصمة مقاطعة بلد الوليد، وهي أيضاً عاصمة منطقة قشتالة وليون.
اشتهرت باسم بلد الوليد أيام الحكم الإسلامي للأندلس نسبة للخليفة الأموي الوليد بن عبد الملك.

## أصل التسمية
تزعم أحد التأثيلات الشعبية أن أصل الأسم الحديث للمدينة Valladolid يرجع لعبارة Vallis Tolitum، أي «وادي المياه» بأحدى اللغات الكتلية المنقرضة، أما التأثيل الأكثر قبولا لأسم المدينة الحديث فهو ارجاع اصله إلى اسم المدينة العربي «بلد الوليد» نسبة إلى الخليفة الأموي الوليد بن عبد الملك (668-715)، الذي حكم من 705-715. ووسع الخلافة الاموية في الأندلس، وقد وصلت الخلافة الأموية في الأندلس لذورتها في حكمه. أما التأثيل الثالث فيدعي أن أصل اسم المدينة هو بلد الوالي وأن الإسبان أضافوا لها الدال فصار الإنسان يتوهم أنها بلد بناها رجل يقال له الوالي.
وتسمى بلد والوليد شعبيًا Pucela، وهو اسما شعبي مجهول الأصل، ولكنه ربما يشير إلى عدد قليل من الفرسان الذين خدموا جان دارك والتي تعرف بـ La Pucelle أيضا.
وهناك نظرية ترجع اصل Pucela إلى نوع من الأسمنت اسمه Puzzeli's cement الذي كان يباع فيها، وقد كانت المدينة الوحيدة التي تبيعه في أسبانيا.
ولكن بالرجوع للمصادر التاريخية العربية -وهي أساسية لأي باحث عن تاريخ الاندلس- يتم ذكر المدينة مرات عديدة في الكتب العربية القديمة، ويذكرها مثلا كتاب (الجغرافيا) المشهور لابن سعيد المغربي (ت٦٨٥ هجري) بمدينة وليد، صفحة٥٦، ووصفها بأنها من أحسن المدن، كثيرة البساتين، وتبعه القلقشندي (ت٨٢١ هجري) في كتابه صبح الأعشى ج٥  ص٢٣٠.
ويذكرها المؤرخ ابن الأثير (ت٦٣٠ هجري) في كتابه الكامل في التاريخ ج٦  ص٣١٧  باسم: حصن وليد.
فهذه الأوصاف: بلد، حصن، مدينة، كلها بينها ترادف في المعنى، وتدل على أن أصل التسمية بالوليد قديم، وهو اسم عربي معروف عند الأمويين ممن حكم المنطقة لثلاثة قرون، وعُرفوا بإنشاء وتأهيل عدة حصون ومدن.
بقيت المدينة تحت حكم المسلمين أكثر من ٣٠٠ سنة، إلى ما بعد سقوط الدولة المروانية (الأموية) وقبل سقوط طليطلة وما حولها بيد ألفونسو السادس.

## التاريخ
- القرن الثامن: دخول المسلمين إلى بلد الوليد.
- القرن الحادي عشر: أمر الملك ألفونسو السادس بتأهيل المدينة بالسكان.
- 1208: تعيين المدينة كمركز ثقافي لمملكة قشتالة من قبل الملك ألفونسو الثامن.
- 1346: إنشاء جامعة بلد الوليد، واحدة من أولى الجامعات التي أنشئت في إسبانيا.
- 19 أكتوبر 1469: زواج إيزابيلا الأولى ملكة قشتالة بفرديناند الثاني ملك أراغون في قصر الفييرو (بالإسبانية: Palacio de los Vivero)‏ في فايادوليد.
- 1561: اندلاع حريق دمر مدينة بأكملها، تم إعادة بنائها طلباَ من الملك فيليب الثاني ملك إسبانيا.
- 1506: وفاة كريستوفر كولومبس في بلد الوليد.
- 10 يناير 1601: اتخاذ بلد الوليد عاصمة لمملكة إسبانيا بدلاً من مدريد بأمر من الملك فيليب الثالث.
- 1604: نشر في بلد الوليد الجزء الأول من رواية دون كيشوت دي لامانشا، أحد أروع الكتب في الأدب العالمي.
- 6 أبريل 1606: تغير عاصمة إسبانيا من بلد الوليد إلى مدريد مرة أخرى.
- 1613: وصول ميغيل دي سرفانتس إلى بلد الوليد.
- 1808: احتلال فرنسا للمدينة.
- يوليو 1812: تحرير المدينة من الاحتلال الفرنسي.
- 21 فبراير 1817: ولد بلد الوليد خوسيه ثوريا، شاعر رومانسي من إسبانيا.

## معالم بلد الوليد
تفتخر المدينة بمظاهر مجدها السابق القليلة المعمارية وتشمل بعض الآثار التي لم تنته ككاتدرائية سانتا ماريا لا أنتيغوا (بالإسبانية: Santa María la Antigua)‏، بلازا مايور (القالب لبلازا مايور مدريد والساحات الرئيسية في العالم الناطق الإسبانية)، ومتحف النحت الوطني، بجوار كنيسة القديس بولس، التي تضم أعظم مجموعات من التماثيل الخشبية، وكلية الحقوق التابعة لجامعة فايادوليد.
بيت ميغيل دي سرفانتس الوحيد الذي لا يزال قائما حتى الآن موجود في بلد الوليد، وأيضاً كاتدرائية بلد الوليد من تصميم خوان دي هيريرا.

## الديموغرافيا
يبلغ عدد سكان مدينة بلد الوليد 313.437 نسمة عام 2011 (وفقاً للمعهد الوطني للإحصاء الإسباني).
| 319.805 | 319.998 | 318.576 | 321.001 | 316.564 | 317.864 | 313.437 | 297.459 |

## المدن التوأمة
بلد الوليـد توأمة مع:
- تندوف (الجزائر)
- ليل (فرنسا)